# Jordan Chadschikonstantinow-Dschinot

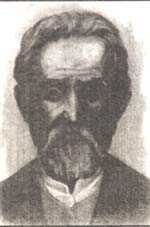
Chadschi Konstantinow–Dschinot

Jordan Chadschikonstantinow, genannt Dschinot (zu dt. der Dschinn, auch Yordan Hadzhikonstantinov-Dzhinot geschrieben, bulgarisch Йордан Хаджиконстантинов–Джинот, Schreibweise bis 1945 Йорданъ Хаджи Константиновъ Джинотъ bzw. Jordan Chadschi Konstantinow/Jordan Hadschi Konstantinov Džinot/Yordan Hadzhi Konstantinov-Dzhinot, auch in abgekürzter Form Йорданъ х. Константиновъ Джинотъ/Jordan h. Konstantinov Džinot/Yordan h. Konstantinov-Dzhinot vorzufinden; * um 1818 in Veles, Osmanisches Reich, heute in Nordmazedonien; † 22. August 1882 ebenda) war ein bulgarischer Schriftsteller, Bildungsfunktionär und Aufklärer während der Zeit der Bulgarischen Wiedergeburt. Chadschikonstantinow widmete sein ganzes Leben der säkularen öffentlichen Bildung und setzte sich aktiv für die Durchsetzung der von ihm als Bulgarisch bezeichneten Umgangssprache in den Schulen gegen sowie die Anwendung moderner pädagogischer Praktiken ein.

## Leben
Jordan Chadschikonstantinow wurde 1818 in der makedonischen Stadt Veles im Osmanischen Reich, in der Familie eines Küsters geboren. Er absolvierte seine Grundausbildung an der einer örtlichen Klosterschule in Veles, wo er von Mitre Balgarmizew unterrichtet worden ist. Später setzte er seine Ausbildung in Samokow bei Nikolaj Tondschorow bis 1835 fort. Anschließend besuchte er eine griechische Schule in Thessaloniki, wo er mit der Lancaster-Methode unterrichtet wurde.
Chadschikonstantinow begann 1840 als Privatlehrer zu unterrichten. 1845 wurde er zum Lehrer an einer städtischen Schule in Veles ernannt. Dort war Jordan in einen Konflikt mit dem griechischen Klerus verwickelt und musste die Stadt verlassen. 1848 ließ er sich in Skopje nieder, wo er als Lehrer an der bulgarischen Schule arbeitete. Dort wandte Jordan in seiner Praxis moderne pädagogische Methoden an. In der bulgarischen Zeitung Zarigradski westnik veröffentlichte er am 21. Juli 1851 im Artikel Bog (bulg. Богъ, zu dt. Gott) sein Bekenntnis zum Bulgarentum:

„Und wenn mich jemand fragt, ob ich ein Schulmann bin oder Bulgare, so antworte ich gleich:– Ich bin ein Bulgare! Denn es ist nicht ehrlich meinem Bulgarentum gegenüber Übel und List zu verüben; der echte Bulgare lügt nicht, ist nicht neidisch, faulenzt nicht, heuchelt nicht, treibt keine Unzucht, verändert nicht seinen Glauben um eine gebratene Henne. Deshalb bin ich Bulgare, und mein edles Bulgarentum erlaubt mir nicht, dass ich nicht gut bin, daher habe ich Glauben, Hoffnung und Liebe in mir. Ich bin Bulgare, ich weine um unsere verlorengegangenen Brüder, die in Untermoesien geblieben sind. Deshalb sind wir verpflichtet, uns für unsere sehr lieben Brüder Bulgaren zu opfern!“

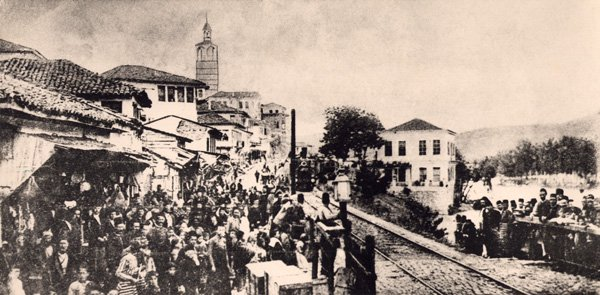
Veles, Mitte des 19. Jahrhunderts

Im Januar 1857 wurde er unter dem Druck des griechischen Bischofs Joachim von Skopje aus dem Dienst entlassen. Im selben Jahr ließen die örtlichen osmanischen Behörden Chadschikonstantinow aus Skopje verbannen, wohin er nicht mehr zurückkehren dürfte. In den folgenden zwei Jahren war er Lehrer an der bulgarischen Schule in Prilep und reformierte die Schulbildung dort, bevor er in seiner Heimatstadt Veles zurückkehrte. Als der osmanischer Großwesir 1861 Veles besuchte, beschuldigte der örtliche Bischof Benedikt von Pelagonien, Chadschikonstantinow der Spionage sowie Verschwörung mit den Serben und dem bulgarischen Führer Georgi Rakowski, dessen im Osmanische Reich verbotene Bücher und Zeitungen Jordan in seiner Privatbibliothek aufbewahrte. Der Großwesir ließ daraufhin Jordan nach Aydın (Kleinasien) verbannen. Auf dem Weg nach Aydın verlor Jordan ein Auge und wurde deshalb der Dschinn (Dschinot) genannt.
Nachdem sich die bulgarischen Eliten in Istanbul vor den osmanischen Obrigkeit für ihn einsetzten, kehrte Dschinot 1863 aus dem Exil zurück und widmete sein ganzes Leben der Bildung. Chadschikonstantinow–Dschinot starb am 22. August 1882 in seiner Heimatstadt Veles und wurde im Hof der Kirche Sweti Spas begraben. Heute trägt das Stadttheater in Veles seinen Namen.
Wegen der Tatsache, dass Chadschikonstantinow–Dschinot in der Landschaft Makedonien geboren ist und ebendort tätig war, wird er heute in Nordmazedonien als mazedonischer Schriftsteller verehrt (mazedonisch Јордан Хаџи Константинов–Џинот). Dass er bulgarische Schulen besuchte, seine Werke auf Bulgarisch veröffentlichte und sich selbst zum Bulgarentum bekannte und einsetzte, wird jedoch in Nordmazedonien aus politischen Gründen zensuriert und verschwiegen. Auch Teile seine Werke mit Bulgarien-Bezug sind in Nordmazedonien nur in zensurierte Version erhältlich.

## Werke

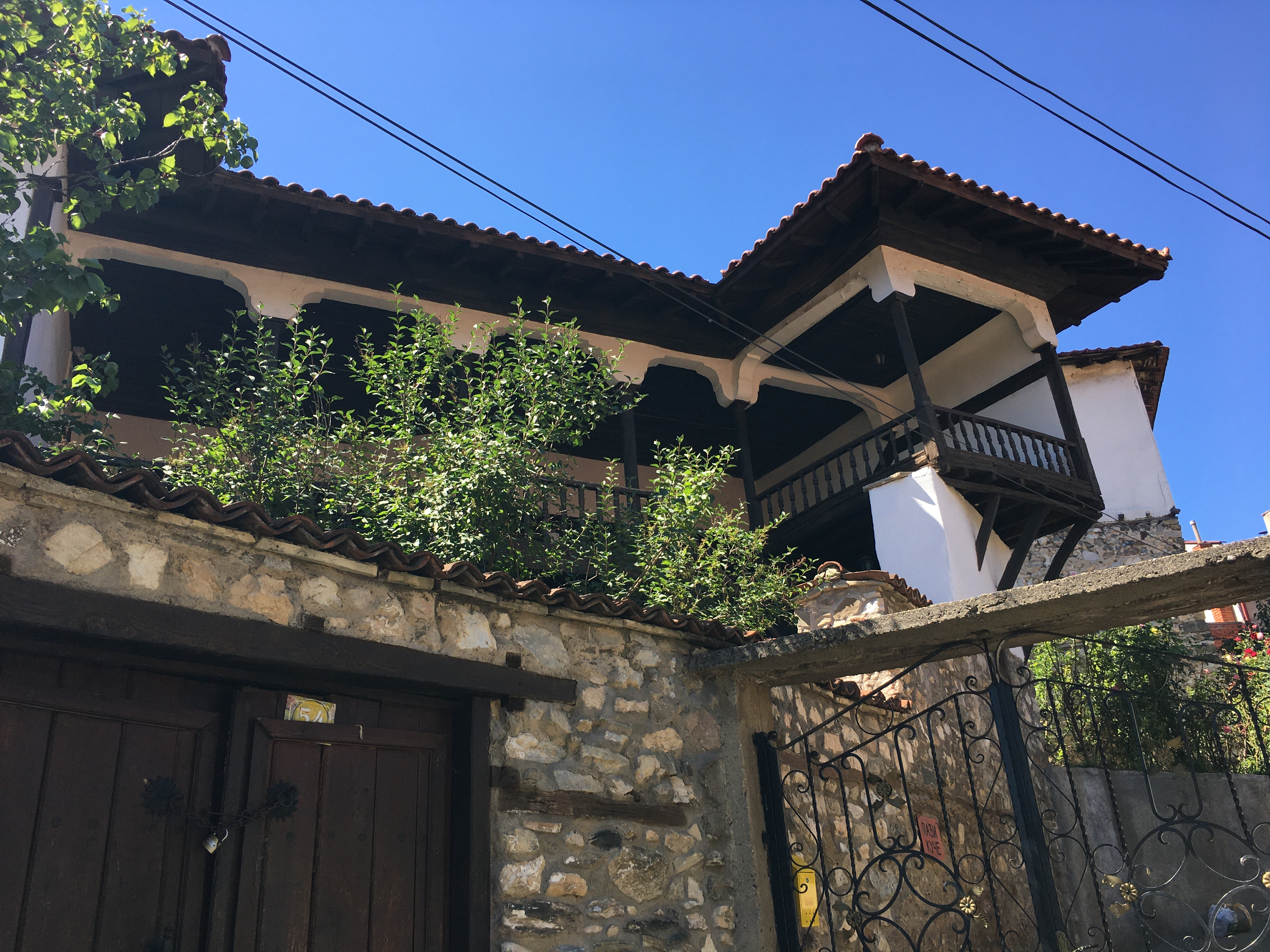
Das Jordan-Chadschikonstantinow-Dschinot-Gedenkhaus in Veles, Nordmazedonien.

Jordan Chadschikonstantinow stand in Kontakt mit der Belgrader Gesellschaft der serbischen Gelehrsamkeit, die spätere Serbische Akademie der Wissenschaften und Künste und veröffentlichte in deren Zeitschrift Glasnik Materialien zur bulgarischen mittelalterlichen Geschichte und Literatur. So veröffentlichte er 1855 dort eine Manuskriptkopie der mittelalterlichen bulgarischen Aufzeichnung Eine Erzählung über die Wiederherstellung des bulgarischen Patriarchats im Jahre 1235, die von ihm als erster entdeckt wurde. Chadschikonstantinow fand ein Manuskript einer weiteren bulgarischen mittelalterlichen Geschichte Eine Oration des Heiligen Kyrill, wie er das bulgarische Volk taufte, genannt Solunska legenda (dt. Eine Legende aus Thessaloniki), die 1856 ebenfalls in Glasnik veröffentlicht wurde.
Chadschikonstantinow war Autor einiger patriotischer Artikel in der bulgarischen Zeitung Zarigradski westnik darunter "Gott" (veröffentlicht 1851), Bulgarische Literatur (1852), Über die kirchenslawische Sprache (1852), Veles (1857), Prilep (1854) usw. Sie enthalten Informationen über die Geschichte und Geographie der makedonischen Region sowie einige Informationen über die Geschichte des bulgarischen Volkes, die bulgarische Bildung und das bulgarische Erzbistum Ohrid. Er arbeitete auch an der Zeitschrift Bulgarische Büchlein  (1859) und der Zeitung Makedonija (1869) mit. Seine Veröffentlichungen enthalten eine Vielzahl von Informationen über die Geschichte, Folklore und Geographie Makedoniens sowie über die Bildungsarbeit und die kirchlichen Angelegenheiten der makedonischen Bulgaren.
Als Anhänger der autochthonen Theorie über die Herkunft der Bulgaren hielt Jordan Chadschikonstantinow  die Bulgaren für Nachkommen der alten Thraker und Illyrer.